# Дом М. Т. Косика
Дом М. Т. Косика — ростовский памятник градостроительства и архитектуры. Здание расположено на улице Станиславского в историческом районе Ростова-на-Дону. Построено в 1891 году. С 2023 года зданию присвоен статус объекта культурного наследия России регионального значения.
В архитектурном плане дом представляет собой образец эклектики с элементами неоренессанса, что было популярно в конце XIX – начале XX века. Фасад здания отличается симметрией и богатым декором. Первый этаж оформлен глубоким рустом, придающим сооружению монументальность. Оконные проемы первого этажа украшены сандриками с замковыми камнями, что соответствует классической архитектурной традиции. Второй этаж выделяется пилястрами с каннелюрами, фланкирующими оконные проемы, завершенными классическими капителями. Верхняя часть фасада украшена карнизом с модульонами, придающим зданию завершенный и выразительный облик. Декоративные элементы фасада выполнены из кирпича и штукатурки, что характерно для доходных домов и особняков дореволюционного периода. Особое внимание привлекает ажурный металлический козырек над входом, типичный для городской архитектуры конца XIX века.